# Erlang-verdeling
De Erlang-verdeling is in de kansrekening een continue kansverdeling opgesteld door de Deense wiskundige en statisticus Agner Krarup Erlang voor de modellering van de tijdsduur tussen oproepen in een telefooncentrale. De Erlang-verdeling kan beschouwd worden als het continue analogon van de negatief-binomiale verdeling.
De Erlang-verdeling wordt vooral gebruikt in de wachtrijtheorie, om de verdeling van de tijd tussen twee gebeurtenissen, zoals de aankomst van klanten, te modelleren, alsook in de  kwaliteitscontrole voor de beschrijving van levensduren. 

## Definitie
De Erlang-verdeling met parameters {\displaystyle \lambda >0} en {\displaystyle n\geq 1}, {\displaystyle \lambda } een reëel getal en {\displaystyle n} een natuurlijk getal, aangeduid door {\displaystyle \operatorname {Erl} (\lambda ,n),} is een speciaal geval van de gamma-verdeling en wel die met parameters {\displaystyle n} en {\displaystyle 1/\lambda }. De kansdichtheid {\displaystyle f} wordt gegeven door:
{\displaystyle f(x)={\begin{cases}{\frac {(\lambda x)^{n-1}}{(n-1)!}}\lambda e^{-\lambda x}&x\geq 0,\\\\0&x<0.\end{cases}}}

## Eigenschappen
Als de stochastische variabele {\displaystyle X} een {\displaystyle \operatorname {Erl} (\lambda ,n)}-verdeling heeft, worden de momenten gegeven door:
{\displaystyle \operatorname {E} (X^{k})=\int \limits _{0}^{\infty }x^{k}{\frac {\lambda ^{n}x^{n-1}}{(n-1)!}}\,e^{-\lambda x}\operatorname {d} x={\frac {(n+k-1)!}{(n-1)!}}{\frac {1}{\lambda ^{k}}}}
Daaruit volgt voor de verwachtingswaarde en de variantie:

### Verwachtingswaarde
{\displaystyle \operatorname {E} (X)={\frac {n}{\lambda }}}.

### Variantie
{\displaystyle \operatorname {var} (X)=\operatorname {E} (X^{2})-(\operatorname {E} (X))^{2}={\frac {(n+1)n}{\lambda ^{2}}}-{\frac {n^{2}}{\lambda ^{2}}}={\frac {n}{\lambda ^{2}}}}.

## Relatie met de exponentiële verdeling
- De Erlang-verdeling is een generalisatie van de exponentiële verdeling en wel is de Erlang-verdeling met parameters {\displaystyle \lambda } en {\displaystyle 1} een exponentiële verdeling met parameter {\displaystyle \lambda }.
- De som van {\displaystyle n} onderling onafhankelijke exponentieel verdeelde stochastische variabelen, alle met dezelfde parameter {\displaystyle \lambda }, heeft een Erlang-verdeling met de parameters {\displaystyle \lambda } en {\displaystyle n}.